# Miguel Navarro (Leichtathlet)
Miguel Navarro Palos (* 22. November 1929 in Barcelona; † 20. März 2022 ebenda) war ein spanischer Marathonläufer.

## Leben
Miguel Navarro kam über den Boxsport, wo er unter anderem mit Fred Galiana kämpfte, zur Leichtathletik. Insgesamt gewann Navarro auf nationaler Ebene fünf Meistertitel im Marathonlauf (1957, 1958, 1959, 1961, 1964) und konnte ebenfalls fünf Mal den spanischen Rekord in dieser Disziplin verbessern. Seine Bestzeit von 2:23:44 h stellte er beim Marathonlauf in Rom im Rahmen der Olympischen Spiele 1960 auf. Dort belegte Navarro den 17. Platz. Ein Jahr zuvor konnte er bereits bei den Mittelmeerspielen in Beirut die Silbermedaille gewinnen.
Für Spanien absolvierte Navarro sieben Länderkämpfe. Nachdem er 1965 seine aktive Laufbahn beendet hatte, war Navarro in Spanien als Trainer aktiv.